# Maxime Kuczynski
Max "Máxime" Hans Kuczynski (pronunciado /kuchaínski/ en fonética española; Poznań, 2 de febrero de 1890 - Lima, 26 de noviembre de 1967) fue un médico alemán-peruano de ascendencia judía. Es reconocido por su gran labor en la investigación de las relaciones entre la enfermedad y el contexto cultural, social y geográfico, y en la lucha contra enfermedades tropicales; enfermedades como la lepra en la colonia agrícola de San Pablo y en la zona de Iquitos en el Perú. Fue el padre de Pedro Pablo Kuczynski, Presidente Constitucional de la República del Perú de 2016 a 2018.

## Primeros años
Kuczynski nació en Posen en el entonces Imperio Alemán (hoy territorio polaco) con el nombre de Max Hans Kuczynski en el seno de una familia judía en la provincia de Posen, sus padres fueron Louis Kuczyński y Emma Schlesinger. Su familia se mudó a Berlín al poco tiempo de su nacimiento. Estudió medicina y ciencias naturales en la Universidad de Rostock. En 1913 obtuvo su título en filosofía. Sirvió en la Primera Guerra Mundial para el ejército alemán, participando en el Frente Balcánico, y en 1919 obtuvo el doctorado en medicina en la Universidad de Berlín sobre una investigación parasitológica. Empezó su carrera científica en el Instituto de Patología de esta universidad.

## Labor en investigación
De 1923 a 1924 fue profesor invitado de patología en el Instituto Médico de la Universidad de Omsk (Siberia). A continuación (hasta 1925) realizó varias expediciones médico-científicas a Asia Central (Unión Soviética, Mongolia, China) para investigar la compleja relación entre enfermedad y factores socioculturales y geográficos, especialmente entre las poblaciones nómadas de las estepas asiáticas.
Su libro publicado en 1925, "Estepa y hombre" (Steppe und Mensch, Leipzig 1925) sobre sus estudios con los nómadas kirguiz es un clásico de las medicina geográfica de su época. En los años siguientes se dedicó a la investigación de varias enfermedades infecciosas como la fiebre amarilla, y realizó expediciones al norte de África y a Brasil. En 1933, se vio obligado a salir de Alemania por la persecución nazi.

## Llegada a Perú
Kuczynski emigró por la subida al poder del nacionalsocialismo, primero a la Unión Soviética, y posteriormente a Perú en 1936, donde se nacionalizó. Firmó sus papeles con el nombre de Máxime Kuczynski. Enseguida entró al Instituto de Medicina Social de la Universidad Nacional Mayor de San Marcos, junto al destacado doctor Carlos Enrique Paz Soldán. En 1938 empezó su labor en la Amazonía, donde entre 1940 y 1944 dirigió la "Supervisión Sanitaria del Nor-Oriente Peruano" del Ministerio de Salud Pública y Asistencia Social, con sede en Iquitos. Ahí comenzó su lucha contra la lepra y en especial contra la estigmatización de los enfermos. Como jefe médico del Leprosario de San Pablo, donde los enfermos antes solían ser mantenidos en aislamiento y casi sin ayuda médica, abrió la cerca y reorganizó la asistencia sanitaria y las condiciones de vida tanto dentro de la institución como fuera, con tratamientos ambulatorios. Además, trató de analizar las causas socioeconómicos de ésta y otras enfermedades, e impulsar su prevención. 
A partir de 1944, el Ministerio de Salud le encargó varios estudios médico-sociales en la zona sur de los Andes. 
En 1948, Máxime Kuzcynski sufrió la inestabilidad político social durante el golpe militar de Manuel Odría, cuando fue encarcelado por sus ideales sociales en el año 1948. De allí en adelante se dedicó a la práctica clínica, hasta su muerte en 1967 a la edad de 77 años en su consultorio privado en Lima. 
Su hijo mayor, Pedro Pablo Kuczynski, es economista, político y ex-presidente del Perú.
Su memoria y los estudios de Máxime Kuczynski son referencia importante para el conocimiento de la realidad médico sanitaria peruana.

## Obras seleccionadas
- Kuczynski, Max Hans, Steppe und Mensch. Kirgisische Reiseeindrücke und Betrachtungen über Leben, Kultur und Krankheit in ihren Zusammenhängen. Leipzig, 1925.

- Kuczynski, Max Hans, Ärztliche Eindrücke und Betrachtungen im Anschluss an eine zweite medizinische Studienreise in Mittelasien. Klinische Wochenschrift. 1926; 5 (9): 370-373 (primera parte); 5(10): 422-425 (segunda parte)

- Kuczynski, Max H.: Die Erreger des Fleck- und Felsenfiebers. Berlín, 1927.

- Kuczynski, Max H.: Der Erreger des Gelbfiebers. Wesen und Wirkung. Gemeinsame Untersuchung mit Bianca Hohenadel. Berlín, 1929.

- Kuczynski-Godard, Máxime H. La Colonia del Perené y sus problemas médico sociales. Lima: Ediciones de “La Reforma Médica”; 1939.

- Paz Soldán, Carlos Enrique y Kuczynski-Godard, Máxime H., La Selva Peruana. Sus pobladores y su colonización en seguridad sanitaria. Lima: Ediciones de “La Reforma Médica”; 1939.

- Kuczynski-Godard, Máxime H., San Pablo. Actualidad y Porvenir. Un informe sobre la reorganización de la Colonia con apuntes sobre la Sociología Médica de la lepra en e Oriente amazónico. Lima: Imprenta Lux; 1942.

- Kuczynski-Godard, Máxime H., La vida en la Amazonía peruana. Observaciones de un médico. Lima: Librería Internacional del Perú; 1944 (reedición digital: Ficha en la Biblioteca virtual de la Universidad Nacional Mayor de San Marcos).

- Kuczynski-Godard Máxime H., La Pampa de Ilave y su Hinterland. Lima: Ministerio de Salud Pública y Asistencia Social; 1944.

- Kuczynski-Godard, Máxime H., Estudios médico-sociales en las minas de Puno con anotaciones sobre las migraciones indígenas. Lima: Ministerio de Salud Pública y Asistencia Social; 1945.

- Kuczynski-Godard, Máxime H., En orden al potencial humano del Perú. Observaciones y Reflexiones (con 12 diagramas y 33 ilustraciones). Estudios e investigaciones realizados por la Comisión ejecutiva del Inventario del Potencial Económico de la Nación, fascículo segundo. Lima: Sanmarti & Co.; 1949/1950.

- Kuczynski-Godard Máxime H., Vida de Leprosa. Narraciones Médico-Sociales Extraordinarias. Lima: Ediciones de “La reforma Médica”; 1947.